# 네옴팔루스류
네옴팔루스류(Neomphalina)는 바다 달팽이 분류군의 하나이다. 기원이 고생대까지 거슬러 올라가는 열수 분출공에서 서식하는 해양 복족류 연체동물이다.
네옴팔루스상과는 오랫동안 고복족류에 속하는 것으로 간주되어왔다. 그러나 최근의 분자생물학적 계통분류학은 이 분류군을 복족류의 기초 분류군으로 분류하고 있다. 네옴팔루스류는 단계통 분류군으로 다른 복족류 분류군과의 관계는 아직 불확실하다.